# 弗洛伦西亚·佩尼亚
弗洛伦西亚·佩尼亚（西班牙語：María Florencia Peña，1974年9月7日—），生於布宜諾斯艾利斯，阿根廷女演員。她曾在电视剧《已婚无畏》中飾演莫妮卡·“莫妮”·阿根托（Mónica "Moni" Argento）。此外，她还參演過《让弗朗切拉上》。她曾获得包括三次 马丁·费罗奖（2003、2004和2005）在內的多个奖项。

## 外部連結
- Florencia Peña在互联网电影资料库（IMDb）上的資料（英文）
- 官网 （页面存档备份，存于）